# The New King of Comedy
Série
King of Comedy
(1999)
Pour plus de détails, voir Fiche technique et Distribution.
The New King of Comedy (新喜剧之王, Xīn xǐjù zhī wáng - litt. « Le Nouveau roi de la comédie ») est une comédie hongkongaise écrite et réalisée par Stephen Chow en 2019,.
Stephen Chow déclare qu'il ne s'agit pas d'une suite à son film King of Comedy (1999), mais d'une version féminine. Il raconte en effet l'histoire d'une femme rêvant de devenir actrice. Bénéficiant d'un petit budget de moins de 7 millions $ et sans effets numériques, le film est tourné en mandarin et sort le 5 février 2019, le jour du Nouvel An chinois. Il récolte 76 millions $ dès la première semaine.

## Synopsis
Rêvant de devenir une star de cinéma, une femme (E Jingwen (en)), plus toute jeune et au physique médiocre, travaille dur depuis des années mais n’a toujours pas réussi à dépasser les rôles d'une journée. Son père et sa famille lui mettent une pression énorme pour la convaincre de renoncer à cette idée. Seul son petit ami Charlie croît en elle. Sur un plateau de cinéma, elle rencontre l'acteur Marco, son idole d'enfance, mais il est aujourd'hui fatigué et sa faible estime de lui l'a rendu maniaco-dépressif. Il la tourmente sans relâche mais la jeune femme continue de faire son travail avec enthousiasme, jusqu'à ce qu'elle finisse finalement par ne plus pouvoir supporter les échecs et décide d'abandonner, de retourner chez ses parents et de trouver un emploi stable. Puis, peu après, elle reçoit un appel pour lui annoncer qu'elle a réussi une audition pour le rôle principal dans la superproduction Blanche-Neige d'un réalisateur célèbre.

## Fiche technique
- Titre : The New King of Comedy
- Titre original : 廉政風雲 煙幕 (Xīn xǐjù zhī wáng)
- Réalisation : Stephen Chow
- Scénario : Stephen Chow
- Production : Stephen Chow
- Société de distribution : Lian Rui (Shanghai) Film Industry Co., Ltd.
- Pays d’origine :  Hong Kong
- Langue originale : mandarin
- Format : couleur
- Genres : Comédie
- Durée : 91 minutes
- Date de sortie :
  - Hong Kong, Chine : 5 février 2019

## Distribution
- E Jingwen (en) : Ru Meng
- Wang Baoqiang : Ma Ke
- Zhang Quandan : Charlie
- Jing Ruyang : Xiao Mi
- Zhang Qi : le père de Ru Meng
- Yuan Xingzhe : la mère de Ru Meng

## Sortie
Lors de sa première semaine d'exploitation en Chine, The New King of Comedy récolte 76 millions $ (4e place du box-office chinois de 2019), loin derrière le 1er, The Wandering Earth, et ses 287 millions $ de recettes. Tout cela dans un contexte de concurrence extrême en Chine pour le Nouvel An chinois qui voit la sortie le même jour de 8 films importants.